# Malá vodní elektrárna Miřejovice
Malá vodní elektrárna Miřejovice je součástí zdymadla Miřejovice na Vltavě poblíž Miřejovic v okrese Mělník ve Středočeském kraji. 

## Popis
Budova elektrárny je jednopatrová, obdélníkového půdorysu, s půlkruhovými okny a pultovou střechou. Dominantu tvoří transformátorová věž obrácená k levému břehu.
Nachází se 150 m za úrovní jezu. U vtoku do elektrárny je 5 stavidlových tabulí, vpravo jalový žlab hrazený stavidlovými tabulemi. Elektrárnu včetně náhonu postavila v letech 1922–1928 firma ing. Pokorného a ing. Peky. Náhon je dlouhý asi 0,7 km a odděluje se od hlavního ramene asi půl kilometru před jezem. 
Začátkem 90. let 20. století prošla elektrárna generální rekonstrukcí. Elektřinu vyrábí pomocí čtyř Kaplanových turbín a jedné Francisovy turbíny o celkovém výkonu 4,8 MW. 